# Sihaporas (Pinang Sori)
Sihaporas is een bestuurslaag in het regentschap Tapanuli Tengah van de provincie Noord-Sumatra, Indonesië. Sihaporas telt 619 inwoners (volkstelling 2010).